# Воловик Олексій Олегович
Олексій Олегович Воловик (рос. Алексей Олегович Воловик; нар. 27 квітня 1992, Тамбов, Росія) — російський футболіст, захисник.

## Життєпис
Вихованець тамбовського футболу. Виступав за російські аматорські команди та клуби ПФЛ. У сезоні 2016/17 років грав у Кубку Росії за «Атом» (Нововоронеж). 2020 року переїхав до Білорусі. Спочатку входив до складу колективу першої ліги «Хвиля» (Пінськ). У квітні вільним агентом уклав контракт із клубом вищої ліги «Супутник» (Речиця). Дебютував 3 квітня у матчі проти «Мінська» (0:1).